# Northwest, North Carolina
Northwest är en ort i Brunswick County i delstaten North Carolina, USA.